# Коваленя Ігор Михайлович
Ігор Михайлович Коваленя (народився 28 січня 1984 у м. Новополоцьку, СРСР) — білоруський хокеїст, нападник. Виступає за «Юність» (Мінськ) у Білоруській Екстралізі. 
Хокеєм почав займатися у 1992 році у СДЮШОР «Хімік» (перший тренер — А.Г. Баженов, В.А. Лебедєв). Вихованець хокейної школи «Хімік» (Новополоцьк). Виступав за «Полімір» (Новополоцьк), ХК «Вітебськ», «Металург» (Жлобин).